# Бюльбюль жовтий
Бюльбю́ль жовтий (Arizelocichla kakamegae) — вид горобцеподібних птахів родини бюльбюлевих (Pycnonotidae). Мешкає в горах Центральної і Східної Африки. Раніше вважався підвидом лісового бюльбюля.

## Підвиди
Виділяють два підвиди:
- A. k. kakamegae (Bannerman, 1923) — схід ДР Конго, Уганда, Руанда, Бурунді, західна Кенія, північно-західна Танзанія;
- A. k. kungwensis (Gray, GR, 1862) — західна Танзанія.

## Поширення і екологія
Жовті бюльбюлі живуть в гірських і рівнинних тропічних лісах.